# Florentino Ameghino (ort)
Florentino Ameghino är en ort i Argentina.   Den ligger i provinsen Misiones, i den nordöstra delen av landet, 800 km norr om huvudstaden Buenos Aires. Florentino Ameghino ligger 252 meter över havet och antalet invånare är 1 979.
Terrängen runt Florentino Ameghino är huvudsakligen platt. Florentino Ameghino ligger nere i en dal. Närmaste större samhälle är Oberá, 8,9 km norr om Florentino Ameghino.
I omgivningarna runt Florentino Ameghino växer huvudsakligen savannskog. Runt Florentino Ameghino är det ganska glesbefolkat, med 36 invånare per kvadratkilometer.